# حب روي الملكي في القصر
حب روي الملكي في القصر هو مسلسل صيني من بطولة زهو تشون ووالاس هو، المسلسل هو الجزء الثاني لإمبراطورة في القصر.عرض على منصة تينسنت فيديو في الفترة من 20 أغسطس حتى 15 أكتوبر 2018.

## روابط خارجية
حب روي الملكي في القصر على موقع IMDb (الإنجليزية)
- حب روي الملكي في القصر على موقع كينوبويسك (الروسية)
- حب روي الملكي في القصر على موقع قاعدة بيانات الفيلم (الإنجليزية)